# انتخابات مجلس شورای اسلامی (۱۳۷۵–۱۳۷۴)
انتخابات پنجمین دورهٔ مجلس شورای اسلامی، در ۱۸ اسفند ۱۳۷۴ برگزار گردید. در این دوره از انتخابات مجلس شورای اسلامی، علاوه بر جامعه روحانیت مبارز تهران و گروه‌های پیرو خط امام ، حزب سیاسی تازه‌تأسیس جمعی از کارگزاران سازندگی به رقابت پرداختند. مجمع روحانیون مبارز در اعتراض به رد صلاحیت گسترده شورای نگهبان از ارائه لیست خودداری کرد. مشارکت در سراسر کشور ۷۱ ٪ و در تهران ۵۵٫۷۸٪ بود. از مجموع ۳۴٬۷۶۳٬۹۲۷ نفر واجد شرایط رأی، مجموع ۲۴٬۶۸۲٬۳۸۶ رأی معادل ۷۱٪ به صندوق‌ها ریخته شد که بالاترین نرخ مشارکت در انتخابات مجلس در ایران است.
در تاریخ ۱۲ خرداد ۱۳۷۵ نخستین جلسه مجلس پنجم برگزار شد. رئیس مجلس پنجم علی‌اکبر ناطق نوری و نایب رئیسان وی، حسن روحانی و محمدعلی موحدی کرمانی بودند. علی‌اکبر ناطق نوری با اختلاف ۱۱ رأی بیشتر از عبدالله نوری توانست به ریاست مجلس پنجم برسد.

## یادداشت
1. ↑  ۲۲ کرسی باطل‌شده در انتخابات میان‌دوره‌ای